# Lissajouskurva

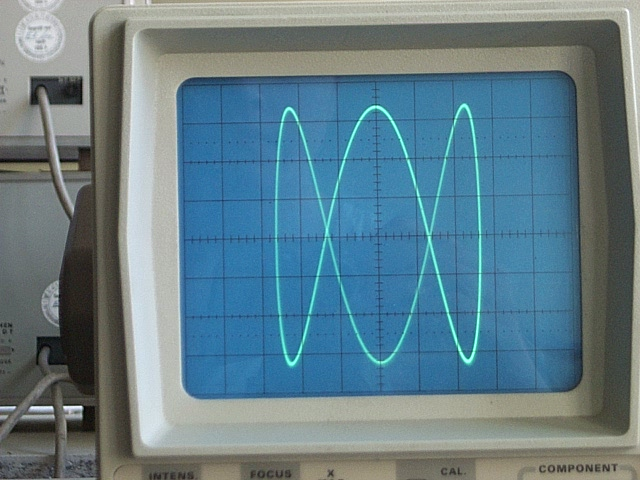
Lissajouskurva på ett oscilloskop, visar 3:1 sambandet mellan frekvensen av en vertikal och horisontell sinuskurva.

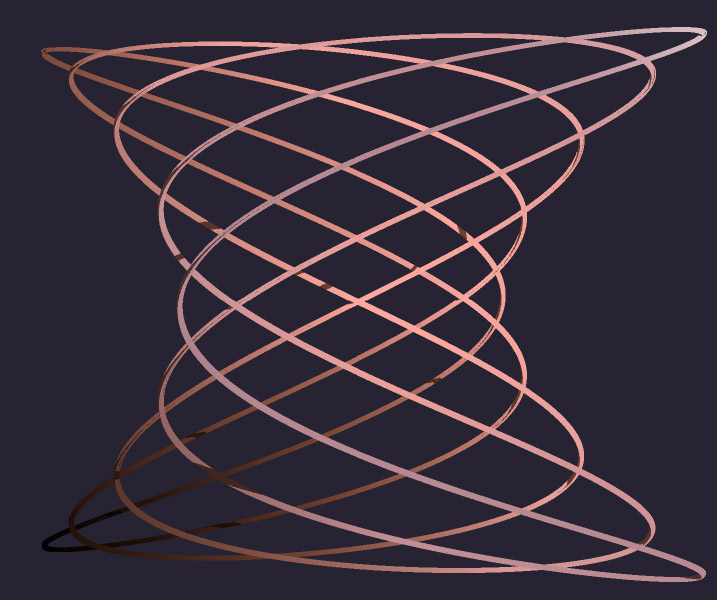
Tredimensionell lissajouskurva

En lissajouskurva (eller bowditchkurva) är avbildningen av det parametriska ekvationssystemet
{\displaystyle x=A\sin(at+\delta ),\quad y=B\sin bt,}
Denna kurvfamilj studerades av Nathaniel Bowditch i 1815, och senare i detalj av Jules Antoine Lissajous.
Figurens utseende är starkt beroenden av kvoten a/b. När kvoten är 1 blir figuren en ellips, med specialfall för cirklar (A = B, δ = π/2 radianer) och linjer (δ = 0). En annan enkel lissajouskurva är parabeln (a/b = 2, δ = π/2). Andra kvoter resulterar i mer komplicerade kurvor, som enbart är slutna om a/b är ett rationellt tal.

## Bakgrund
Nathaniel Bowditch undersökte 1815 lissajouskurvor genom att experimentera med pendlar som svängde samtidigt i en vågrörelse vinkelrätt mot varandra. 
1857 gjorde den franska matematikern Jules Antoine Lissajous självständigt en mer ingående undersökning av dessa kurvor.
Ett av experimenten gick ut på att skapa vibrationen i en spegel med hjälp av ljudvågor med olika frekvenser, och sedan belysa spegeln med ljus som i sin tur reflekterar olika mönster.

## Exempel
Nedan finns exempel av Lissajouskurvor med δ = π/2, ett udda naturligt tal a, ett jämnt naturligt tal b och |a  –  b| = 1.

a = 1, b = 2 (1:2)
a = 3, b = 2 (3:2)
a = 3, b = 4 (3:4)
a = 5, b = 4 (5:4)
a = 5, b = 6 (5:6)
a = 7, b = 6 (7:6)

## Skapa en lissajouskurva
Idag skapas de flesta lissajouskurvor med hjälp en av dator mekaniskt, med en så kallad harmonograf, vilket är ett hjälpmedel för att skapa en geometrisk bild med hjälp av pendlar. Det går även att skapa lissajouskurvor med hjälp av ett oscilloskop, se bild högst upp på sidan. Låt x vara representerad av kanal 1 och y kanal 2, där A är amplituden för kanal 1 och B kanal 2. Frekvensen till kanal 1 motsvaras av a och till kanal 2 av b vilket leder till att a/b är förhållandet mellan de två frekvenserna. δ representerar fasförskjutningen i kanal 1.

## Tillämpningar
Lissajouskurvor har användningsområden i fysik, astronomi och i andra forskningssammanhang. Där man med hjälp av att syna kurvans utseende kan räkna till exempel frekvensen av det ena in-värdet då alla andra variabler är kända. 

För att illustrera så man sätter a = b, A = B och δ och får en elliptisk kurva, vilket symboliserar en rät linje då δ = πn , där n är ett heltal. Då kan man avgöra fasförskjutningen med hjälp av skuggbilden av den elliptiska kurvan på ett oscilloskop enligt denna lista (LTI):
- δ = 0◦ om kurvan är en linje med positiv riktningskoefficient
- 0◦ > δ > −90◦ om kurvan rör sig motsols med positiv riktningskoefficient
- δ = −90◦ om kurvan rör sig motsols i en cirkel
- −90◦ > δ > −180◦ om kurvan rör sig motsols med negativ riktningskoefficient
- δ = −180◦ om kurvan är en linje med negativ riktningskoefficient
- −180◦ > δ > −270◦ om kurvan rör sig medsols med negativ riktningskoefficient
- δ = −270◦ om kurvan rör sig medsols i en cirkel
- −270◦ > δ > −360◦ om kurvan rör sig medsols med positiv riktningskoefficient

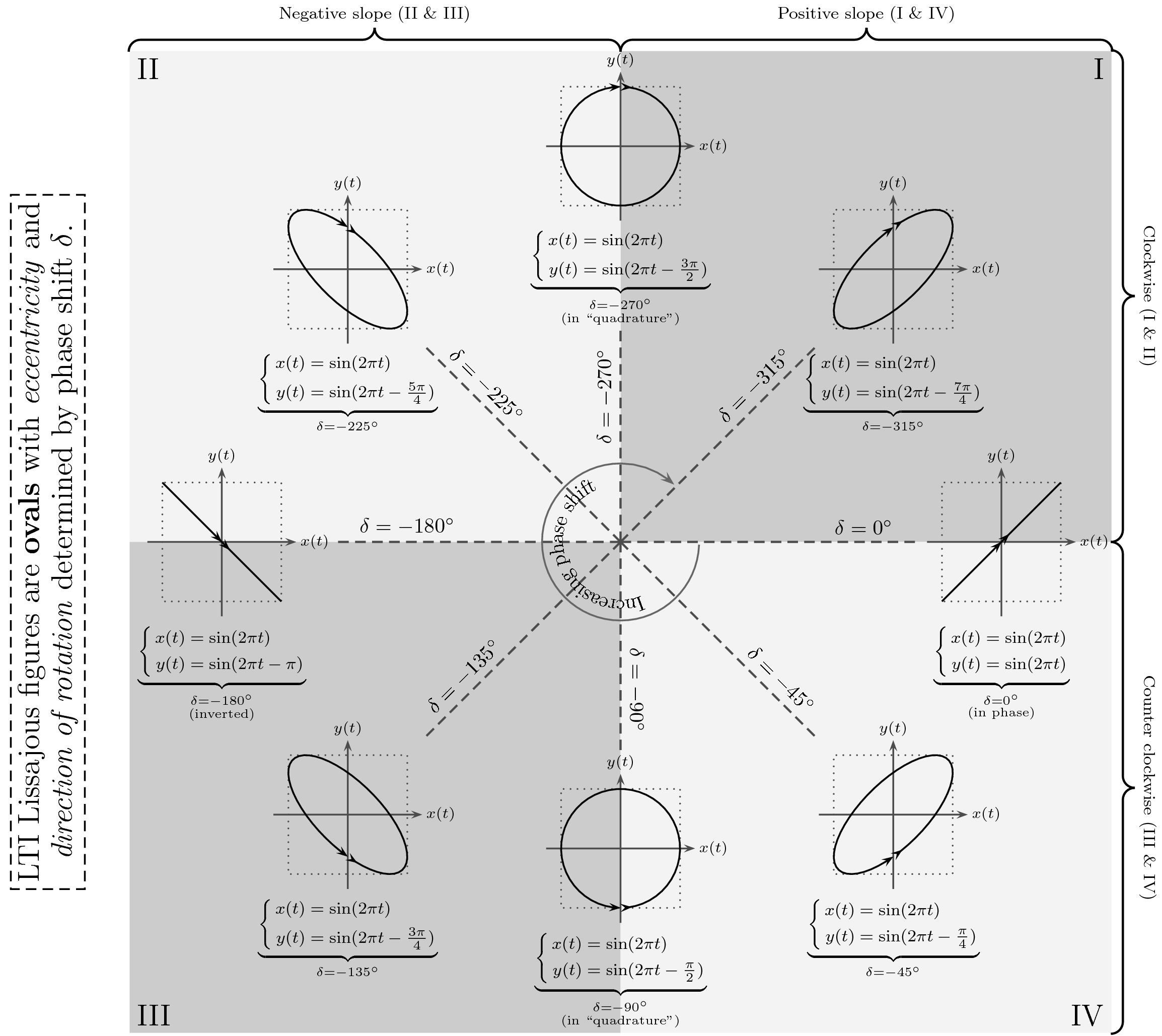
En ren fasförskjutning påverkar excentriciteten från en lissajouscirkel. Utifrån LTI systemet kan man bestämma fasförskjutningen utifrån analys av kurvans utformning.